# Arturo Cardelús
Arturo Cardelús (nascut el 1981) és un compositor espanyol de pel·lícules i música de concert.

## Biografia
Cardelús va néixer a Madrid el 1981. Va estudiar en el Conservatori Superior de Música (Salamanca), Royal Academy of Music (Londres), Franz Liszt Academia de Música (Budapest), i Berklee College of Music (Boston).
En 2013, Cardelús va atreure atenció nacional per la seva composició Con Aire de Tango, encarregada pels solistes de la Berlín Philharmonic, després de descobrir la seva música a YouTube. Altres peces de Cardelús han estat presentades en sales com l'Auditori Nacional de Madrid.
En 2012, Cardelús va orquestrar la banda sonora de per a la pel·lícula The Paperboy. En 2015, va fer la música per a la pel·lícula italiana Chiamatemi Francesco. Cardelús també ha treballat en diverses pel·lícules espanyoles i americanes.
En 2016, Cardelús va ser triat Associate de la Royal Academy of Music (ARAM). En 2017, Cardelús va compondre la música d'In a Heartbeat, un curtmetratge que es va convertir en un fenomen viral.
Cardelús viu i treballa a Los Angeles.

## Discografia
- Con Aire de Tango (Naxos Records, 2015)
- Chiamatemi Francesco (RTI, 2015)

## Filmografia seleccionada
- Sol (2011)
- Entorno Un Metring (2012)
- The Paperboy (orquestrador) (2012)
- Tangernación (2013)
- 100 Miles (2013)
- Madre Quentina (2014)
- La guerra es bonita (2014)
- Las respuestas (2015)[11]
- Chiamatemi Francesco (2015)
- En un Heartbeat (2017)
- Buñuel en el laberinto de las tortugas (2018)